# Distretto di Halzan
Il distretto di Halzan è uno dei tredici distretti (sum) in cui è suddivisa la provincia di Sùhbaatar, in Mongolia. Conta una popolazione di 566 abitanti (censimento 2009). 